# Exostoma ianthinum
Exostoma ianthinum is een zakpijpensoort uit de familie van de Polycitoridae. De wetenschappelijke naam van de soort is, als Polycitor ianthinus, voor het eerst geldig gepubliceerd in 1909 door Sluiter.